# Plaque d'immatriculation lituanienne
Les plaques d'immatriculation lituaniennes sont composées des 2 lettres « LT » (Lituanie), de 3 lettres puis de 3 chiffres (pouvant aller jusqu'à 9) écrits en noir sur fond blanc.